# Codonhan
Codonhan (en francès Codognan) és un municipi francès situat al departament del Gard i a la regió d'Occitània.